# Врући дани и вреле ноћи
Врући дани и вреле ноћи је компилацијски албум који је Југотон издао 1982. у бившој СФР Југославији.
Укључивао је еминентне југословенске поп и рок уметнике, углавном са југословенске новоталасне сцене. На плочи су се налазили тада новоталасни музички бендови Електрични оргазам са панк-рок звучном нумером "Доколица"; Идоли са "Кенозоик"; Азра са "Пут за Катманду"; Филм са "Зона сумрака"; ска и реге оријентисан Хаустор са "Радио"; Лабораторија звука са ретро-инспирисаном "Заборављена драга"; Аниматори са "Мале цурице"; Зана са синглом "Он"; новоталасни бендови са снажним поп звуком Стидљива љубичица и Ксениа са "Осврни се на мене" и "Повези ме"; "Жожо, врати се" новосадске ска групе Контраритам са Сретом Ковачевићем, бившим гитаристом пунк групе Пекиншка патка; ЗОК бенд бившег члана Прљавог Казалишта Зорана Цветковића са „Заборавима“; "Затварам очи" песма новог романтично инспирисаног бенда Ла Фортуњерос са Сашом Залепугином (касније члан Плавог Оркестара); "Она се смије" Изазова, у којој су били бивши чланови неких старијих рок група из 1970 -их, попут Тиме, Групе 220 и Хобо; Аеродром са „Кад је са мном квари све“, и синтпоп група Београд са песмом „ТВ“.

## Омот плоче
На омоту албума налазе се омоти албума, који су укључивали нумере одабране за компилацију (у смеру супротном од казаљке на сату, почевши од горњег левог угла): "Одбрана и последњи дани" Идола;  истоимени албум групе Изазов; Азрини "Филигрански плочници"; "Дубоко у теби" Лабораторије звука; Хаусторов истоимени деби; Албум састава Контраритам; Занин албум "Лоше вести уз реге за пивску флашу"; "Обичне љубавне пјесме" од Аеродрома; "Зона сумрака" групе Филм, и омот албума ЗОК -а.
Друга страна албума је иста, али садржи и имена извођача и наслове песама
Горње средње поље албума садржи омоте плоча синглова укључених у компилацију, док доња табела садржи: кармин, боцу Кока-коле, наочаре за сунце, слушалице и примерак чувеног музичког часописа Џубокс са Адамом Антом на насловној страни.

## Листа песама
1. Азра - "Пут за Катманду"
2. Идоли - "Кенозоик"
3. Стидљива љубичица - "Осврни се на мене"
4. Зана - "Он"
5. Изазов - "Она се смије"
6. ЗОК- "Заборави"
7. Аниматори - "Мале цурице"
8. Лабораторија звука - "Заборављена драга"
9. Филм - "Зона сумрака"
10. Ксенија - "Повежи ме"
11. Аеродром - "Кад је самном квари све"
12. Електрични оргазам - "Доколица"
13. Ла Фортуњерос - "Затварам очи"
14. Контраритам - "Жожо, врати се"
15. Хаустор - "Радио"
16. Београд - "ТВ"